# Nancun, Jiangxi
Nancun är en socken i Kina. Den ligger i provinsen Jiangxi, i den sydöstra delen av landet, omkring 150 kilometer söder om provinshuvudstaden Nanchang. Antalet invånare är 20 408. Befolkningen består av 9 367 kvinnor och 11 041 män. Barn under 15 år utgör 22,0 %, vuxna 15-64 år 70 %, och äldre över 65 år 7,0 %.
Runt Nancun är det ganska tätbefolkat, med 139 invånare per kvadratkilometer. Närmaste större samhälle är Zhaoxie, 16,5 km söder om Nancun. I omgivningarna runt Nancun växer i huvudsak blandskog.
Genomsnittlig årsnederbörd är 2 221 millimeter. Den regnigaste månaden är juni, med i genomsnitt 358 mm nederbörd, och den torraste är oktober, med 20 mm nederbörd.